# Quatuor à cordes no 5 de Beethoven
Op. 18 : no 5
Pour les articles homonymes, voir Quatuor à cordes no 5.

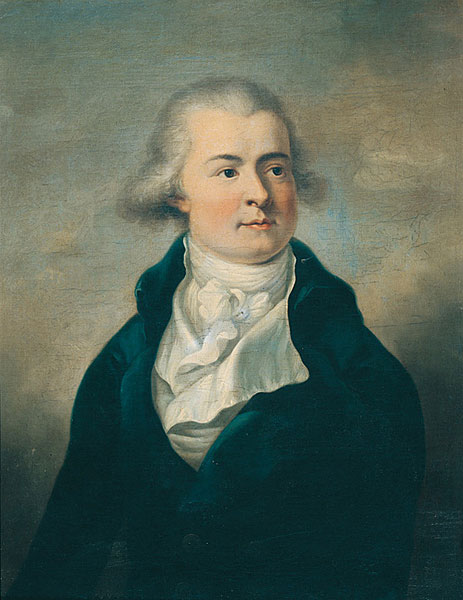
Portrait du prince Lobkowitz par August Friedrich Oelenhainz.

Le Quatuor à cordes no 5 en la majeur, opus 18 no 5, de Ludwig van Beethoven, est composé entre 1799 et 1800, publié en 1801 et dédié, avec les cinq autres quatuors de l'opus 18, au prince Joseph Franz von Lobkowitz. Il est chronologiquement le quatrième des six premiers quatuors de Beethoven.

## Présentation de l'œuvre
Ce quatuor est composé pendant l'été 1799 après la composition du quatuor opus 18 no 2. 
Si le no 2 s'inspirait de l'écriture de Haydn, ce cinquième quatuor est un hommage explicite à Mozart, et plus particulièrement au quatuor no 18 KV 464 op.10 no 5, écrit dans la même tonalité de la majeur, et que Beethoven admirait particulièrement,.
L'édition originale des six quatuors de l'opus 18 est réalisée à Vienne par Tranquillo Mollo, en deux livraisons, juin et octobre 1801. Le titre est en français : « Six Quatuors pour deux violons, Alto et Violoncelle composés et dédiés a son Altesse Monseigneur le prince régnant de Lobkowitz par Louis van Beethoven ».
Il comporte quatre mouvements :
1. Allegro, à 
, en la majeur
2. Menuetto, à 
, en la majeur
3. Andante cantabile con variazioni, à 
, en ré majeur
4. Allegro, à , en la majeur

Sa durée d’exécution est d'environ 27 minutes.

## Repères discographiques
- Quatuor Busch, 1942 (Sony)[7]
- Quatuor Hongrois, 1953 (EMI)[8]
- Quatuor Végh, 1974 (Auvidis-Valois)[9]
- Quatuor Alban Berg, 1979 (EMI)[10],[11]
- Quatuor Belcea, 2004 (Decca)[12]
- Quatuor de Tokyo, 2009 (Harmonia Mundi)
- Quatuor Artemis, 2011 (Virgin Classics)[13]
- Quatuor Belcea, 2012 (Zig-Zag Territoires)
- Quatuor Hagen, 2013 (Myrios Classics)[14]
- Quatuor Ébène, 2020 (Erato)[15]